# Adolfo Laurenti
Adolfo Laurenti (Monte Porzio Catone, 23 aprile 1858 – Roma, 1944) è stato uno scultore italiano.

## Biografia
Adolfo Laurenti nato il 23 aprile 1858 a Monte Porzio (dal 1872 Monte Porzio Catone) fu allievo dell’Accademia nazionale di San Luca e insegnò scultura all’Istituto d’arte di Urbino. Fu più volte premiato in concorsi ed esposizioni internazionali. Presso il suo studio si formarono Libero Frizzi (1893-1954) ed Edgardo Simone (1890-1948) che collaborò con Laurenti alla realizzazione delle opere per le Esposizioni Internazionali di Roma del 1911. Adolfo Laurenti fu tra gli artisti che contribuirono a creare l’immagine laica del nuovo Stato nato nel 1861 partecipando ad importanti imprese artistiche del suo tempo mirate soprattutto alla costruzione di monumenti di personaggi illustri. La sua ricerca artistica parte da un realismo di ispirazione classica, ad esempio nel celebrato busto di Senatore romano, per approdare poi, come nel fregio sulla facciata della Galleria nazionale di arte moderna di Roma, a caratteri più vicini al floreale e al simbolismo.

## Cronologia

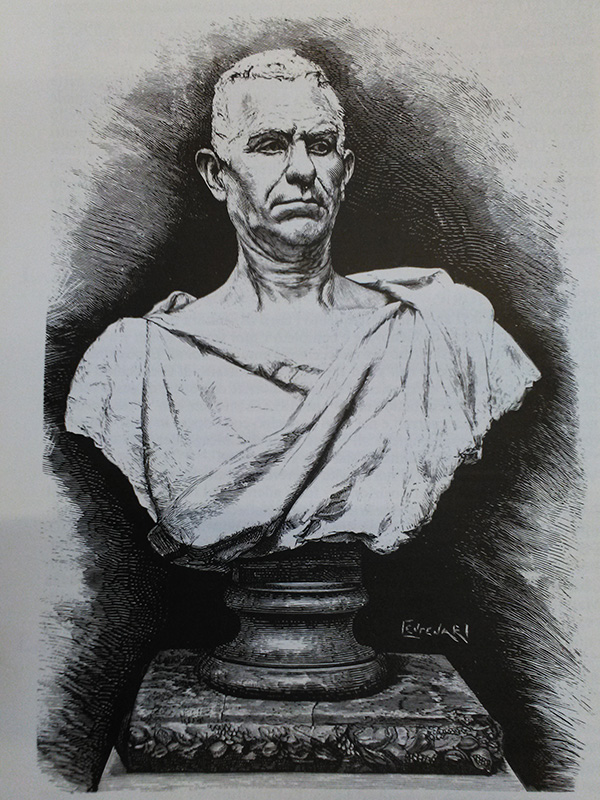
Busto di Senatore romano, premiato all'Esposizione di Torino del 1880 (da L'Illustrazione Italiana, 1880).

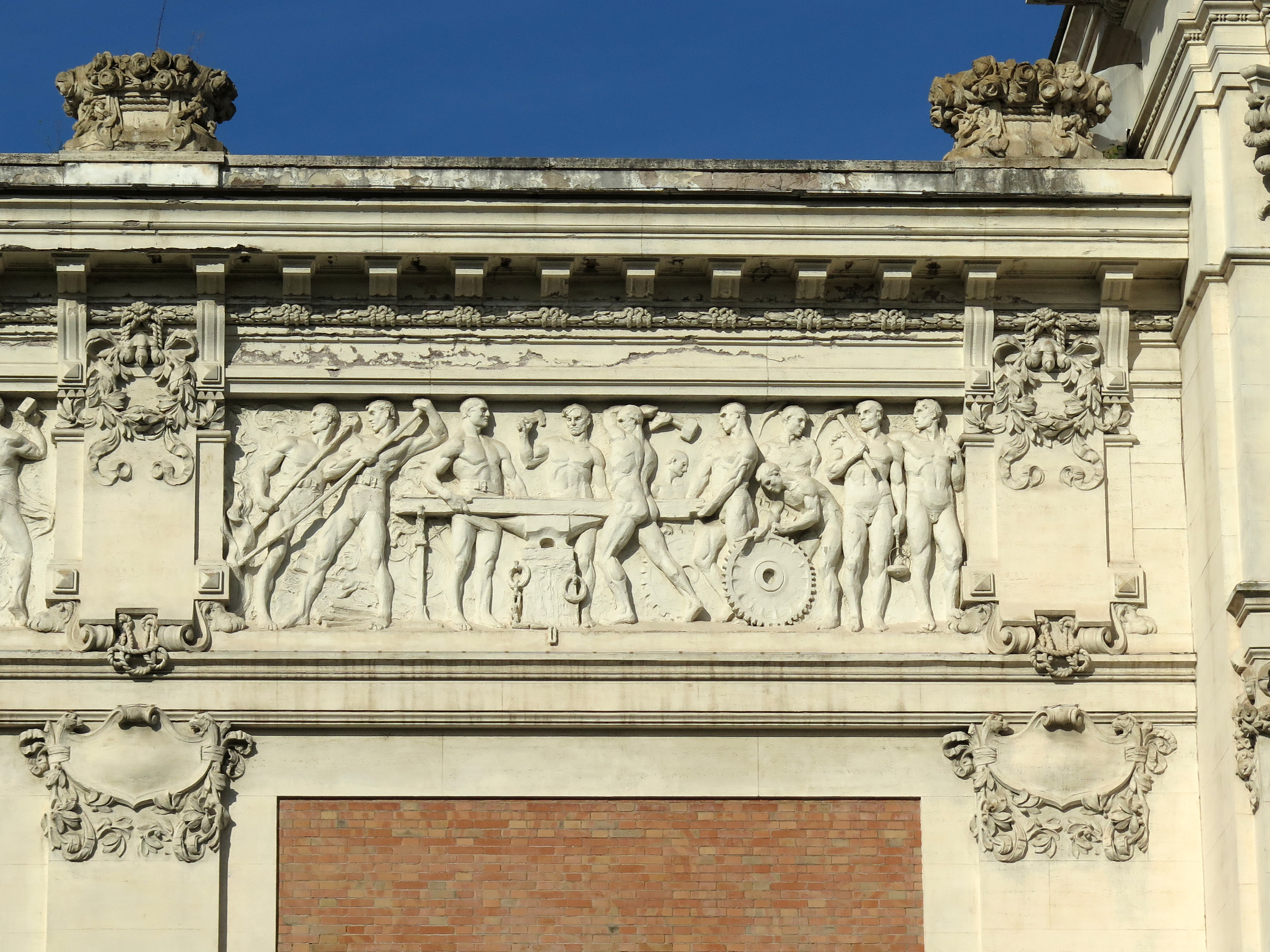
Corteo della Vita e del Lavoro (dettaglio),1911. Fregio sulla facciata della Galleria nazionale di arte moderna di Roma.

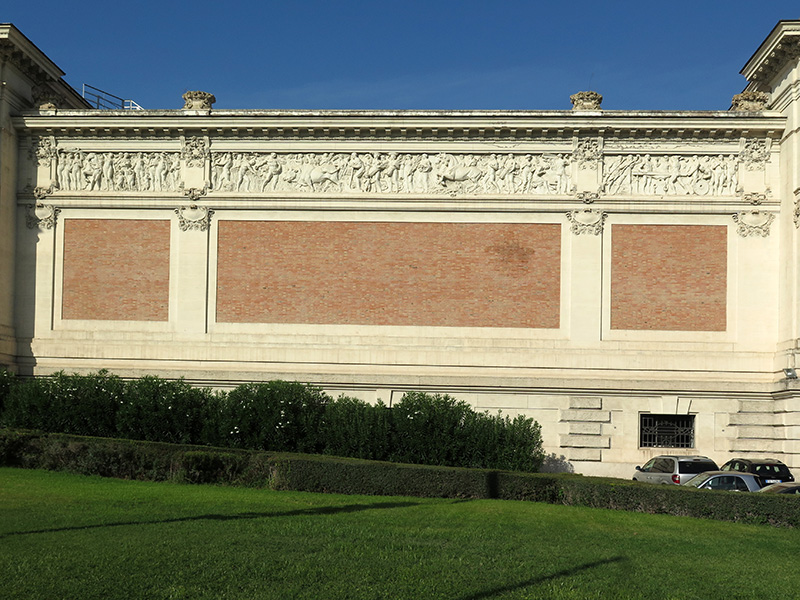
Corteo della Vita e del Lavoro, 1911. Fregio sulla facciata della Galleria nazionale di arte moderna di Roma.

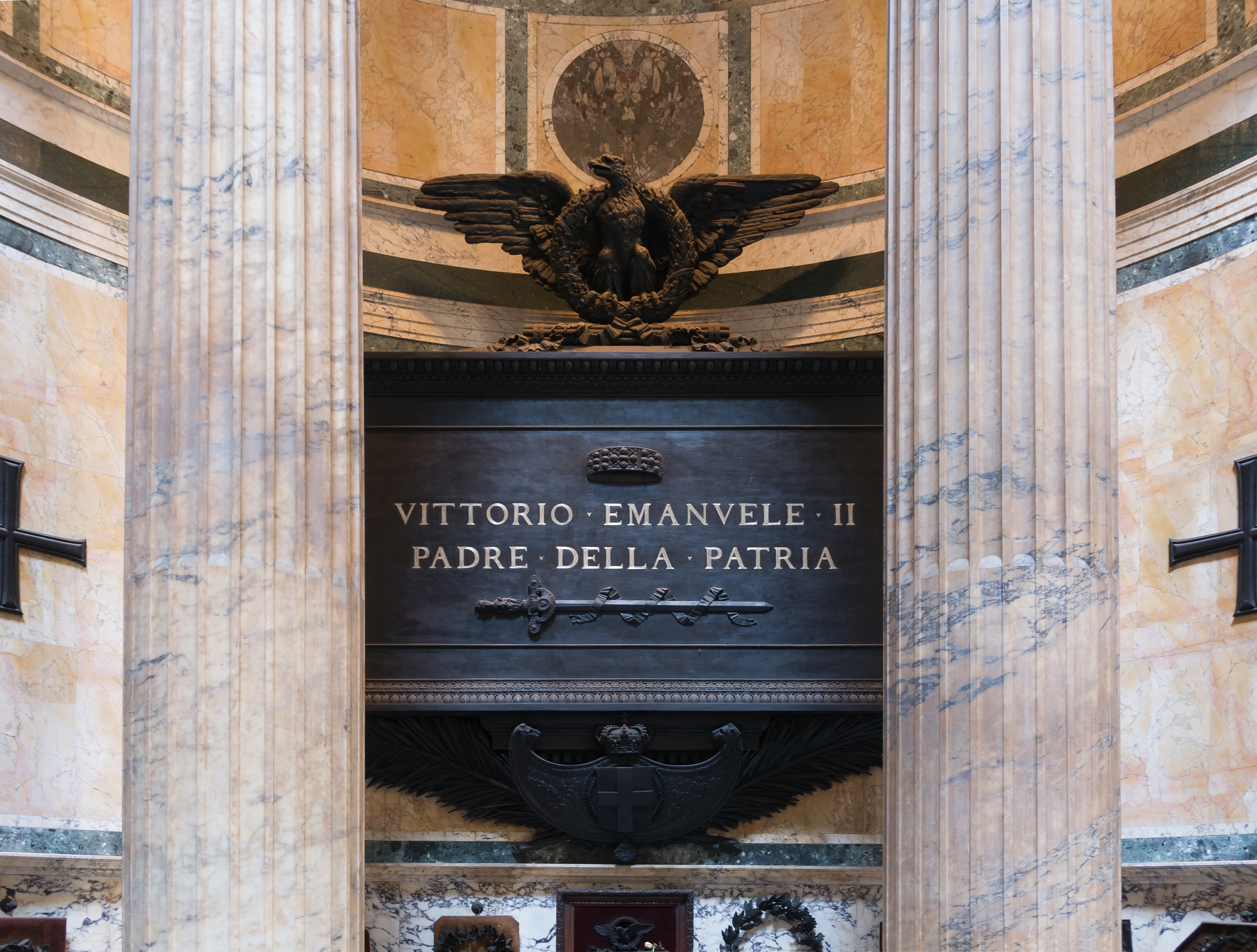
Tomba di Vittorio Emanuele II al Pantheon.

1879. Partecipa al concorso per il monumento a Vittorio Emanuele II a Vercelli. Tra i quarantanove partecipanti viene scelto il bozzetto di Ercole Rosa e Laurenti vince il secondo premio di tremila lire pari merito con Santino Bianchi di Torino e Giacomo Ginotti di Roma.

1879. All’Esposizione della Società degli Amatori e Cultori di Belle Arti di Roma in piazza del Popolo espone il busto in terracotta Un arabo e un marmo raffigurante Un ragazzo danzante.

1880. Si afferma a livello nazionale con la premiazione all’Esposizione di Torino dove presenta quattro opere: Un arabo, Un’araba, Un augure e soprattutto il Senatore romano, un busto che riscosse notevole successo e che ebbe l’onore di venire pubblicato sulla copertina dell’Illustrazione Italiana.

1880. Partecipa al concorso per il monumento a Maurizio Bufalini a Cesena.

1881. Partecipa all’Esposizione di Milano.

1883. All’Esposizione di Roma, che inaugura il Palazzo di via Nazionale, presenta un busto di Nerone in gesso e due gruppi in bronzo: Le smorfie dei satiri e Una partita a palline sulla riva del Tevere, lavori per i quali, secondo Angelo De Gubernatis, ebbe premi ed incoraggiamenti.

1883. Partecipa al concorso per il monumento a Giuseppe Garibaldi a Udine.

1883(?). Realizza la fontana di piazza Borghese a Monte Porzio Catone che un giornale dell’epoca descriveva come “una bella fontana con statue e puttini bellissimi” (le sculture attuali sono rifacimenti degli anni ‘90 del secolo scorso).

1883. Realizza il monumento ai caduti garibaldini a Monte Porzio Catone in memoria di due camicie rosse morte nel 1849 nei pressi della città durante gli scontri con l’esercito borbonico.

1886. Partecipa all’importante concorso per la statua equestre di Vittorio Emanuele II destinata al Monumento nazionale in costruzione nell’attuale piazza Venezia e nello stesso periodo realizza nel Pantheon le sculture in bronzo del monumento funebre di Vittorio Emanuele II progettato da Manfredo Manfredi.

1887. Riceve una menzione d’onore al concorso per il monumento a Marco Minghetti a Roma.

1889. Riceve una menzione d’onore all’Esposizione Universale di Parigi dove espone il busto di Senatore romano in terracotta.

1889. Partecipa al concorso per il monumento a Cristoforo Colombo di New York.

1890. È finalista al concorso per il monumento a Terenzio Mamiani a Roma; partecipano alla competizione quarantadue scultori e la giuria promuove alla seconda fase Adolfo Laurenti e Mauro Benini che risulterà poi vincitore.

1890. Partecipa al concorso per il monumento a Goffredo Mameli a Roma ed accede alla fase finale insieme a Francesco Fasce, Luciano Campisi, Filippo Giulianotti, Michele Tripisciano.

1894. Partecipa al concorso per il monumento a Nicola Spedalieri a Roma.

1898. Realizza il monumento a Silvio Spaventa a Bomba in provincia di Chieti, città natale di questo patriota e senatore italiano.

1905-1907. Alcuni reduci garibaldini promuovono una raccolta di fondi per erigere un monumento ad Anita Garibaldi sul Gianicolo ed una commissione di esperti, dopo aver esaminato senza soddisfazione alcune proposte di celebri scultori, decide di indire un concorso. Vennero presentati quarantatré bozzetti e dopo un primo esame la Commissione chiese ai quattro scultori che reputava più meritevoli, Ettore Ximenes, Adolfo Laurenti, Carlo Fontana e Giuseppe Tonnini di presentare ognuno una proposta più approfondita da esporre presso la Scuola nazionale di musica in piazza del Grillo. La proposta presentata da Adolfo Laurenti nel 1907, che oggi possiamo vedere in una fotografia del bozzetto conservata all’Archivio Storico Capitolino, consisteva in un’ara classica rivestita di bassorilievi raffiguranti episodi salienti della vita di Anita. Questo bozzetto, come documentano molte fonti del periodo, risultò vincente e dopo avere ottenuto anche l’approvazione della Commissione di storia e di arte e della Giunta municipale di Roma, il Comitato promotore iniziò le procedure necessarie alla realizzazione del memoriale. Il monumento di Adolfo Laurenti però, per motivi non del tutto chiariti, non venne mai realizzato e solamente nel 1931 fu inaugurata la statua di Mario Rutelli oggi presente sul Gianicolo.

1908. Torna a lavorare al Vittoriano, il più importante cantiere artistico di Roma di quel periodo, partecipando al concorso per le due quadrighe destinate ai propilei. Vinsero Paolo Bartolini e Carlo Fontana ma Laurenti fu inserito nel gruppo di artisti incaricati dell’esecuzione dei bassorilievi raffiguranti Fame e Vittorie per i pronai.

1910. Partecipa al concorso per un monumento ai Mille a Quarto.

1911. Roma è la città dell’Esposizione Universale e Laurenti contribuì realizzando una Biga con Genio Italico destinata alla sommità dell’arco di ingresso principale della mostra in piazza d’Armi e soprattutto creando quella che può essere considerata la sua opera più significativa, il lungo fregio rappresentante il Corteo della Vita e del Lavoro sull’ala destra della facciata del Palazzo delle Belle Arti a Valle Giulia.

1921. Monumento ai caduti a Rocca Priora. Gruppo scultoreo in bronzo raffigurante un militare ferito sorretto da una Vittoria alata.

1926. Monumento ai caduti a Monte Porzio Catone. Due figure femminili velate (prèfiche?) alimentano una fiamma eterna posta sopra una lapide con incisi i nomi dei caduti.

1929-30. Realizza le statue di San Giuseppe sposo e San Giuseppe Calasanzio per la facciata della chiesa delle Scuole Pie di Frascati. Le due statue saranno distrutte dal bombardamento del 1943, si salvò invece la statua bronzea dell’Immacolata che era originariamente sul campanile della stessa chiesa ed è ora esposta in corso Giuseppe Calasanzio a Frascati.

1934. Monumento ad Anita Garibaldi. Alla Maddalena (Sassari) è inaugurato un busto in bronzo raffigurante Anita tratto da un gesso di Laurenti conservato nel museo di Riofreddo.